# Paraliparis incognita
Paraliparis incognita is een straalvinnige vissensoort uit de familie van snotolven (Cyclopteridae). De wetenschappelijke naam van de soort is voor het eerst geldig gepubliceerd in 1989 door Stein & Tompkins.